# Карачан, Пётр Петрович
Пётр Петрович Карачан (14 (26) апреля 1868 — 30 октября (12 ноября) 1917, Петроград) — русский военный деятель, генерал-лейтенант (1917), начальник Михайловского артиллерийского училища (1912—16).

## Биография
Родился в 1868 году. Из православной дворянской семьи. Образование: Полтавский кадетский корпус (выпуск 1886; с производством в подпоручики), Михайловское артиллерийское училище (выпуск 1888), Михайловская артиллерийская академия (выпуск 1893; по 1-му разряду, с производством в штабс-капитаны). Между обучением в училище и в академии и некоторое время после этого служил в 34-й артиллерийской бригаде в составе пехотной дивизии того же номера. В 1901 году окончил Офицерскую артиллерийскую школу, после чего вплоть до 1904 года служил в ней же. С 1904 по 1912 год служил в Константиновском артиллерийском училище. Подполковник (1901), полковник (1906). 
В 1912 году был назначен начальником Михайловского артиллерийского училища, и занимал эту должность до 1916 года. Генерал-майор (1912).
Осенью 1916 года был направлен в действующую армию исправляющим должность инспектора артиллерии сначала 17-го армейского корпуса, а затем — 11-й армии.
В апреле 1917 года, находясь в той же должности, Временным правительством был произведён в генерал-лейтенанты.
В первые дни после большевистской революции был убит революционерами в Петрограде.

## Старшие награды
- Орден Святого Станислава 2-й степени (1901)
- Орден Святой Анны 2-й степени (1904)
- Орден Святого Владимира 3-й степени (1913)
- Орден Святого Станислава 1-й степени (1914)
- Орден Святой Анны 1-й степени (1915)
- Орден Святого Владимира 2-й степени (1916)